# 사토미 요시야스
사토미 요시야스(里見義康)는 아즈치모모야마 시대부터 에도 시대 초기까지의 다이묘이다. 아와 다테야마 번 초대 번주를 지냈다.
아와국의 다이묘 사토미 요시요리의 장남으로 태어났다. 아명은 센주마루(千寿丸).
| 전임 사토미 요시요리 | 제8대 사토미씨 당주 1587년 ~ 1603년 | 후임 사토미 다다요시 |

|  | 제1대 다테야마 번 번주 (사토미가) 1590년 ~ 1603년 | 후임 사토미 다다요시 |